# Старокулево
Ста́року́лево (рос. Старокулево, башк. Иҫке Күл) — село у складі Нурімановського району Башкортостану, Росія. Адміністративний центр Староісаєвської сільської ради.
Населення — 721 особа (2010; 735 у 2002).
Національний склад:
- башкири — 93 %